# 2010년 아시안 게임 투르크메니스탄 선수단
 투르크메니스탄은 2010년 11월 12일부터 11월 27일까지 중화인민공화국 광저우에서 열리는 2010년 아시안 게임에 참가하였다.
농구, 레슬링, 배구, 복싱, 사격, 수영, 우슈, 역도, 유도, 육상, 축구, 체스, 탁구, 태권도, 테니스 15개 종목에 111명의 선수를 출전시켰으나 메달을 획득하지는 못 하였다.